# Quenten Martinus
Quenten Martinus (ur. 7 marca 1991) – holenderski piłkarz reprezentujący Curaçao. Obecnie występuje w Yokohama F. Marinos.

## Kariera reprezentacyjna
W reprezentacji Curaçao zadebiutował w 2014.

## Statystyki
| Reprezentacja Curaçao | Reprezentacja Curaçao | Reprezentacja Curaçao |
| Rok                   | Mecze                 | Gole                  |
| --------------------- | --------------------- | --------------------- |
| 2014                  | 1                     | 0                     |
| 2015                  | 2                     | 0                     |
| Razem                 | 3                     | 0                     |